# الخشعة (الشرية)

تعديل مصدري - تعديل

الخشعة هي إحدى قرى عزلة آل غنيم بمديرية الشرية التابعة لمحافظة البيضاء، بلغ تعداد سكانها 374 نسمة حسب تعداد اليمن لعام 2004.